# 1713 en musique classique
| \| • Retour à la chronologie générale de la musique classique • \| |
| Grèce • Rome • Haut Moyen Âge • VIIIe siècle • IXe siècle • Xe siècle • XIe siècle XIIe siècle • XIIIe siècle • XIVe siècle • XVe siècle • XVIe siècle • XVIIe siècle XVIIIe siècle • XIXe siècle • XXe siècle • XXIe siècle |
| • Retour à la chronologie générale de la musique classique • |

| Années en musique classique : 1710 - 1711 - 1712 - 1713 - 1714 - 1715 - 1716    |
| Décennies en musique classique : 1680 - 1690 - 1700 - 1710 - 1720 - 1730 - 1740 |

## Événements

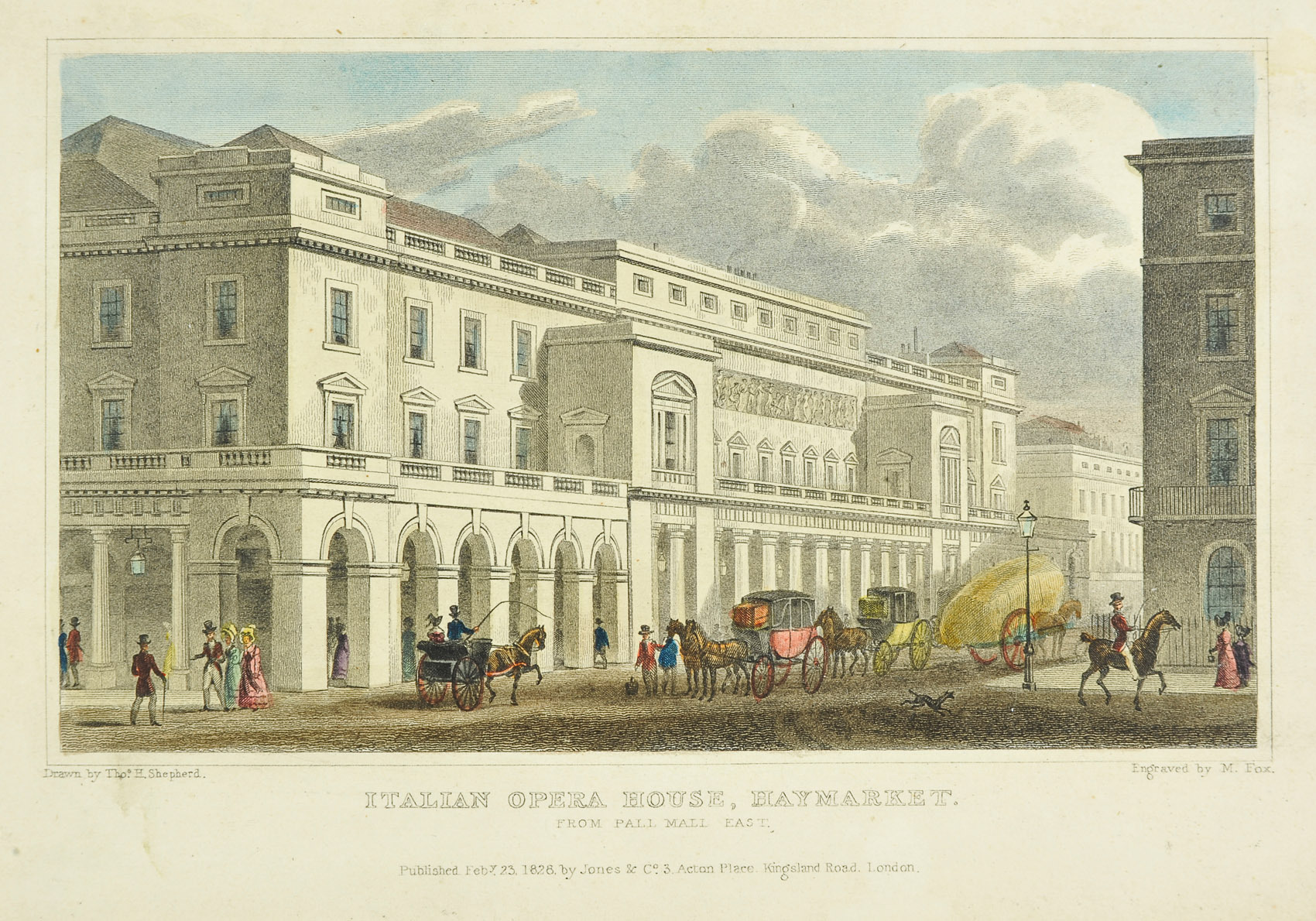
Queen's Theatre

- 10 janvier : Teseo, opéra de Haendel, créé au Queen's Theatre de Londres[1].
- 24 avril : Médée et Jason, tragédie lyrique de Joseph-François Salomon.
- 17 mai : Ottone in villa, premier opéra de Vivaldi, créé à Vicence.
- 2 juin : Silla, opéra de Haendel, créé au Queen's Theatre de Londres[2].
- 7 juillet : Utrecht Te Deum and Jubilate de Georg Friedrich Haendel.
- 4 novembre : Pallade e Marte de Maria Margherita Grimani, opéra pour deux voix, hautbois et orchestre à cordes, joué pour la première fois au théâtre impérial de Vienne.
- 23 novembre : Télèphe, opéra de Campra.
- André-Cardinal Destouches est nommé inspecteur général de l’académie royale de musique à Paris.

## Œuvres
- La Musette, ou les bergers de Suresne, d'Élisabeth Jacquet de la Guerre.
- Premier livre de pièces de clavecin, de François Couperin.
- Pirame et Tisbé, cantate de Louis-Nicolas Clérambault, sur un poème de Marie de Louvencourt (†1712).
- Was mir behagt, ist nur die muntre Jagd (cantate) et Alles mit Gott und nichts ohn' ihn (aria), de Johann Sebastian Bach.
- Zede- en harpgezangen, de David Petersen.

## Naissances

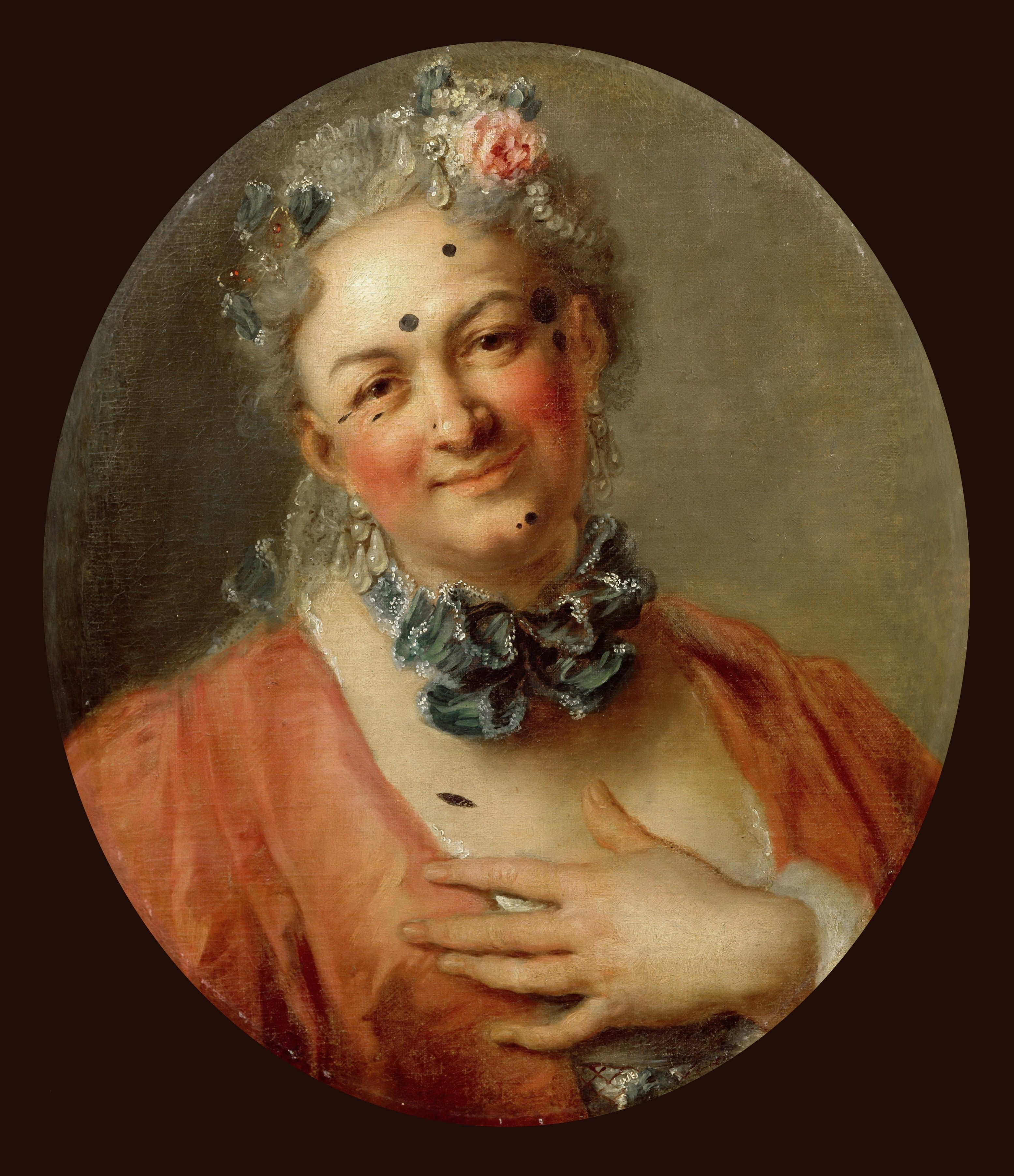
Pierre de Jélyotte

- 13 février : Domènec Terradellas, compositeur catalano-italien († 20 mai 1751).
- 10 mars : Christian Friedrich Schale, organiste, violoncelliste et compositeur allemand († 2 mars 1800).
- 7 avril : Nicola Sala, compositeur italien († 31 août 1801).
- 13 avril : Pierre de Jélyotte, haute-contre français († 12 octobre 1797).
- 4 octobre : Antoine Dauvergne, compositeur français († 12 février 1797).
- 12 octobre : Johann Ludwig Krebs, compositeur et organiste allemand († 1er janvier 1780).
- 24 octobre : Marie Fel, cantatrice française († 2 février 1794).

Date indéterminée :
- Giuseppe Arena, compositeur et organiste italien né maltais († 28 décembre 1779).

## Décès

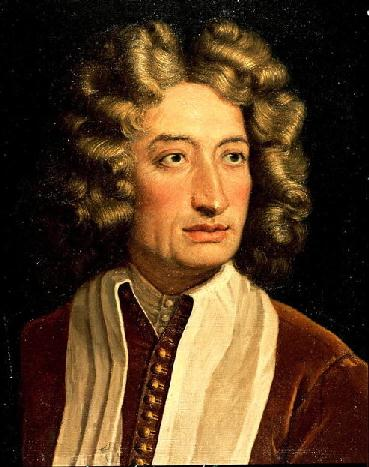
Arcangelo Corelli

- 8 janvier : Arcangelo Corelli, compositeur italien (° 17 février 1653).
- 28 octobre : Paolo Lorenzani, compositeur italien (° 5 janvier 1640).
- 17 décembre : Nicolò Beregan, avocat, poète et librettiste d'opéra italien (° 21 février 1627).

Date indéterminée :
- Ludovico Roncalli, musicien et compositeur italien (° 6 mars 1654).

Vers 1713 :
- Nicolas Goupillet, compositeur français (° vers 1650).